# Номерні знаки штату Флорида

Регулярний номерний знак

Передній саморобний та задній звичайний номерні знаки Флориди

Спеціальний мотономер

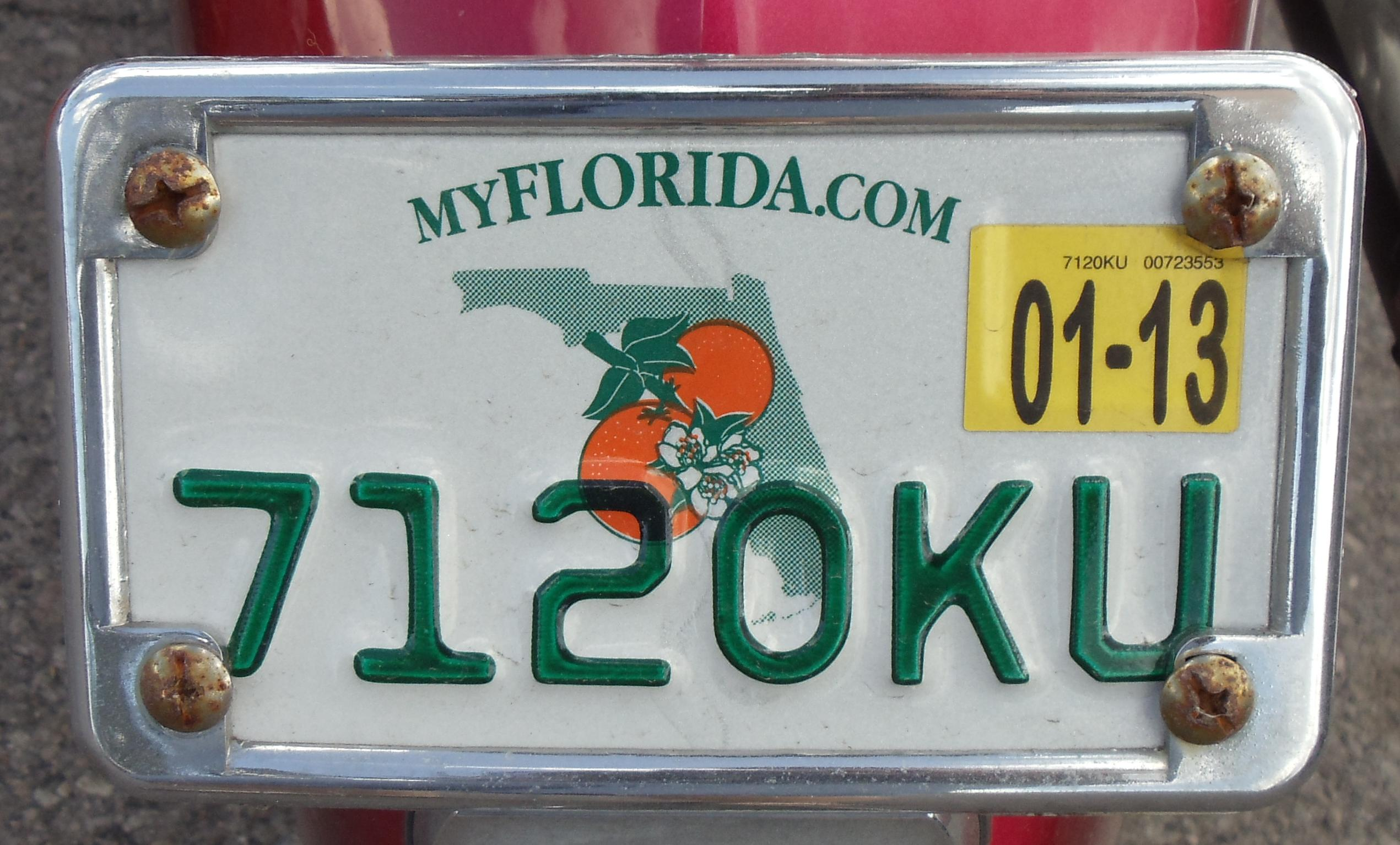
Регулярний мотономер

Номерні знаки Флориди видаються Департаментом дорожньої безпеки та моторних транспортних засобів (DHSMV). Штат Флорида вимагає розміщення лише заднього номерного знаку на автомобілі.
Регулярні номерні знаки штату Флорида мають формат АБВ Г12. Кодування за регіональною ознакою всередині штату здійснюється шляхом розміщення назви округів в нижній частині пластини. Також можлива відсутність кодування, коли замість назви округу фігурують гасла: «Сонячний штат» (SUNSHINE STATE) або «Ми віримо в Бога» (IN GOD WE TRUST). Чинні бланки номерних знаків мають біле тло з фоновим зображенням обрисів штату та гілки помаранчу. Назва штату є частиною електронної адреси myflorifa.com. Індивідуальні комбінації літер і цифр можливо використовувати на стандартному бланку номерного знаку.

## Інші формати регулярних номерних знаків
- Номерні знаки для мотоциклів мають формат 1234АБ та розміри 4х7 дюймів;
- Номерні знаки для вантажного транспорту мають формат А12 34Б.
- Номерні знаки для причепів мають формат А12 34Б.
- Номерні знаки для вантажних комерційних перевезень за межі штату (APPORTIONED) мають формат А12 34Б, білі символи на червоному тлі.

## Номерні знаки «особливого інтересу»
Номерні знаки «особливого інтересу» мають власні бланки та формат.